# 武部宏の日曜とーく
『武部宏の日曜とーく』（たけべひろしのにちようとーく）は、KBS京都ラジオで1997年4月6日から2023年7月30日まで日曜日の7:00 - 8:00に生放送されていたラジオ番組。

## 概要
1997年4月6日放送開始。KBS京都の元アナウンサーで、当時プランツコーポレーションの代表取締役会長を務めていた武部宏がメインパーソナリティを担当。
武部にとってはKBS京都を1993年に退社してからは初のラジオのレギュラー番組であり、放送開始時点で1年半ぶりのレギュラー番組でもあった。
番組はKBS京都本社の第1スタジオから毎週生放送されていたが、2023年4月頃から武部が体調不良などで番組を欠席することが増え、パートナーが代理で務める回も続出し始めた。同年7月9日の放送を最後に武部が療養のため一時休演。翌週の7月16日と翌々週の23日放送分はパートナーが代理で担当していたが7月30日の番組冒頭で武部が死去したことが発表された。これに伴い当番組は武部の死去後も継続されることなく、番組改編期の10月を待たずにこの日の放送をもって26年4か月にわたって放送された当番組を急遽打ち切りとした。メインパーソナリティの死去後もしばらく継続されずに打ち切りとなるケースは極めてまれである。翌週（8月6日）以降、当枠はラジオショッピングなどの穴埋め番組が編成されている。
また、放送では死因や死去した日時などの詳細は明らかにされなかったが最終回の生放送から6日後の8月5日にプランツコーポレーションの公式Facebookで同年7月21日に死去していたことが明らかとなった。ただ死因については現在も非公表となっている。

## 出演者

### メインパーソナリティ
- 武部宏（たけべ ひろし、1935年12月24日 - 2023年7月21日）プランツコーポレーション会長、元KBS京都アナウンサー
  - 2023年7月に死去したことを発表。このことは同年7月30日の番組冒頭で発表されたが、死因や死去した日時などについてはこの時には明らかにされず最終回の生放送から6日後の8月5日にプランツコーポレーションの公式Facebookで同年7月21日に死去していたことが明らかにされた。しかし、死因については現在も明らかにされていない。

### アシスタント
- 小森弥生（こもり やよい）第1週
- 今川みや （いまがわ みや）第2週　-2015年1月で降板
- 橋本沙抽里（はしもと さゆり）第3週
- 竹田真理子（たけだ まりこ）第4週　愛称「マリリン」-2015年3月で降板
- 北脇可奈子（きたわき かなこ）第5週、2015年2月と3月の第2週 愛称「ワッキー」2014年11月30日～　第2第3週レポーター兼任→オフィスキイワードに移籍し降板ハッピーアナウンサー「きゃなりん」として活動
過去のアシスタント
  - 竹上和見

## コーナー
- 今朝のニュース（新聞）から
- 今日の思い
- アシスタントの思い（2012年10月7日～）
- 朝いちゲスト　提供:京つけもの 太秦のもり
  - 第3週 学びつつ教えつつ　-大江宮子 2012年4月から同志社大学非常勤講師。学内一の人気科目、プロジェクト科目「音楽は心の薬‐高齢者に音楽環境を整える・ラジオを活用して」担当。
- 五行歌のコーナー 第5週　
  - 武部の高校の2年後輩が五行歌人草壁焔太で、関西での普及を頼まれている。
- 風を感じて　 提供:イワイサイクル（毎月自転車を1台プレゼントしている）
- いま、平安女学院が面白い　-山景こと山岡景一郎（やまおか けいいちろう、1930年7月8日）
- 美味百選 -京つけもの もり、金氏高麗人参
- 季節の便り 提供：京つけもの 太秦のもり　第3週は社長の森義治、森工場長
- 幸せとーく  -栄養士がヘルシーな料理や飲み物を紹介
- 体操漫談（第1週、2013年10月6日～）ファイブM 森明子
- 京都人の暮らしの知恵（第2週、2012年10月14日～）  -安藤不動産（大阪国税局認定の優良企業） 安藤秀夫、浜口炎ファンの安藤富士子
- 舞鶴かね和のとれたて情報  提供：舞鶴かね和
- 今日の出来事
- 今週の京都、滋賀（2013年1月13日～）
- 武部宏の交遊録（2013年10月6日～）
  - 第1週 クリスタル・ジュエリーのアールアンドダブリュー 長澤廣青（ながさわ こうせい）～2014年9月7日
  - 第2週 東レエクセーヌ デザイナー　つくし恵（つくし けい）
  - 第3週 ハンドデトックスサロン「ルナシア」オーナー エッセイスト 吉野由美子
  - 第4週 せれぶいん京都瀬川日出男
- 杉若恵隆（すぎわか えりゅう、1930年6月24日 - ）毎週のコーナーは終了したが年初などに出演。自分のコーナーは大臣も聞いていると吹聴し、安倍首相（当時）を「あべかわもち」と呼んでいた

終了したコーナー
- クイズ亮太郎（2011年3月終了）担当:武部亮太郎 2011年4月3日～2012年3月25日 日曜18:15-18:30 「武部亮太郎の9回2アウト」メイン（共演:今川みや）
- 上大迫真佐昭の人生相談（第1週）
- よろず相談（2013年3月終了、第4週）担当:近森良子（ちかもり よしこ）1993年2月から2013年3月まで出演

ほか

## 備考
- 2014年10月からメール導入